# Los trabajos de Hércules (relatos de Agatha Christie)
Los trabajos de Hércules (título original en inglés: The Labours of Hercules) es un libro de la escritora británica Agatha Christie, publicado originalmente en Estados Unidos por Dodd, Mead and Company en 1947 y en Reino Unido por Collins Crime Club ese mismo año. En España fue publicado por Editorial Molino en 1982.
El libro está compuesto por 12 relatos cortos, protagonizados todos por el famoso detective Hércules Poirot. También aparecen algunos personajes recurrentes como Felicity Lemon, el inspector Japp o George, el fiel criado de Poirot.

## Argumento
Un conocido de Hércules Poirot, en visita a su casa, comenta el hecho de que los padres deberían prestar más atención al escoger el nombre para sus hijos, y cita como ejemplo Poirot, que no tiene nada que ver con un “Hércules”.
Poirot se siente desafiado e, investigando, descubre que jamás podría ser comparado con un “Hércules”, gigantesco, rudo, bruto. Pero metafóricamente él también podría realizar los doce trabajos del héroe. Y así se determina a hacer: comienza a escoger sus casos utilizando este criterio.

## Contenido

### I.Matar al león de Nemea.
Poirot investiga una serie de robos de perros pequineses.

### II. La hidra de Lerna.
Poirot investiga un rumor acusativo de asesinato en un pequeño pueblo inglés.

### III. Capturar a la corza de Cerinea.
Poirot investiga la "desaparición" de la doncella de una bailarina rusa.

### IV. El jabalí de Erimantea.
Poirot -que se encuentra en Rochers Neiges, Suiza- , se entera de que un famoso criminal ha tenido una cita con alguien allí. Poirot debe investigar dónde está escondido el criminal, con quién se va a citar y por qué.

### V. Los establos de Augias.
Poirot debe evitar que un periódico publique la noticia de un escándalo por corrupción del anterior primer ministro británico. 

### VI. Los pájaros de Estimfalia.
En Eslovenia, Poirot ayuda a un hombre inglés a deshacerse de un chantaje por un homicidio.

### VII. El toro de Creta.
Poirot ayuda a un joven que dice estar volviéndose loco debido a una enfermedad hereditaria familiar.

### VIII. Los caballos de Diomedes.
A petición del Dr. Stoddard, Poirot ayuda a cuatro hermanas a no meterse en el mundo de las drogas.

### IX. El cinturón de Hipólita.
En Francia, Poirot investiga el robo de un cuadro y la desaparición de una joven en mitad de un trayecto de tren. 

### X. Robar el rebaño de Gerión.
Poirot y la Sra. Carnaby (personaje del primer caso), se enfrentan a una secta religiosa.

### XI. Las manzanas de las Hespérides.
Poirot investiga la desaparición de una copa de oro.

### XII. La captura del Can Cerbero.
Poirot se reencuentra con la condesa Vera Rossakof, una vieja amiga (véase Los cuatro grandes) que ahora regenta un local nocturno llamado "El infierno". Pero en el local no todo es lo que parece ser. 
Los títulos de los relatos pueden verse en: